# Font de la Vall (Llers)
La font de la Vall és una font de Llers (Alt Empordà) inclosa a l'Inventari del Patrimoni Arquitectònic de Catalunya.

## Descripció
És a la banda de ponent del petit nucli de la Vall, integrat al municipi de Llers. La font està situada al peu de la carretera GIP-5107, prop de la cantonada amb el carrer del Castell.
El conjunt format per dos petits cossos adossats que inclouen la font i un safareig. La font presenta una petita teulada de dues vessants i dos brolladors, un de natural i l'altre format per un encaix amb aixeta reformat el 1978. Damunt d'aquest hi ha una obertura rectangular emmarcada amb carreus de pedra, amb la llinda datada l'any 1817. L'aigua es recull mitjançant un espai canalitzat que alhora es comunica amb el safareig. Aquesta estructura és de planta irregular i està coberta per una teulada d'un sol vessant, embigada interiorment, sostinguda per un pilar quadrat fet de maons.
Ambdues construccions estan arrebossades.

## Història
Font bastida vers el 1817 i reformada en part el 1978, tal como ho testimonien les dates incises que es poden apreciar.